# Jadwiga Dzido
Jadwiga Dzido (Suchowola, 26 de janeiro de 1918 – Varsóvia, 10 de dezembro de 1985) foi uma estudante de farmácia e membro da resistência polonesa que foi presa pela Gestapo em 1941 e deportada para o Campo de Concentração de Ravensbrück, onde foi submetida a operações forçadas. Foi infectada com bactérias, sujeira e lascas de vidro para testar os efeitos da sulfonamida na cicatrização de feridas infectadas. Posteriormente foi uma testemunha nos Julgamentos de Nuremberg em 1946.

## Biografia
Nascida em 26 de janeiro de 1918 em Suchowola, filha de Katarzyna e Jósef Dzido. Foi criada em Łuków, no leste da Polônia. Depois que seu pai morreu na Primeira Guerra Mundial, sua mãe trabalhou em uma farmácia administrada por Teodozjusz Nowinski. Incentivada por Nowinski, ela começou a estudar na Universidade de Varsóvia em 1938, na esperança de se formar em farmácia. Depois de completar o primeiro ano ela estava de volta a Łuków quando iniciou a guerra, juntando-se ao movimento de resistência União de Luta Armada, ajudando a distribuir notícias ilegais.
A Gestapo a prendeu em 28 de março de 1941 e a mandou para o Castelo de Lublin, onde foi torturada para revelar nomes. Em 21 de setembro de 1941 foi deportada para Ravensbrück onde, em novembro de 1942, junto com outras nove mulheres, foi submetida a experimentos médicos destinados a investigar os efeitos das sulfonamidas em feridas. Incisões foram feitas em sua perna, que foi infectada com bactérias, sujeira e estilhaços de vidro. Ela não apenas teve febre alta e muita dor, mas também uma incisão na perna causou atrofia muscular e perda de consciência por um longo período. Ela escapou da morte enquanto era escondida por outros prisioneiros sob o assoalho até que os prisioneiros restantes fossem libertados pelos aliados.
No final da guerr ela voltou para casa de muletas e soube que sua mãe havia sido morta por um bombardeio. Nowinski morrera no Campo de Concentração de Auschwitz. Ela voltou para Varsóvia, onde completou seus estudos.
Jadwiga Dzido foi testemunha de acusação no processo contra os médicos em Nuremberg, que começou em novembro de 1946. Ela se formou em farmácia e trabalhou na Universidade de Varsóvia.
Depois de completar seus estudos trabalhou para uma empresa farmacêutica em Varsóvia. Em 1951 casou com Jósef Hass, um oficial do exército polonês. Eles tiveram dois filhos. Ela morreu em Varsóvia em 10 de dezembro de 1985.